# Мануель Санчіс Мартінес
Мануель Санчіс Мартінес (ісп. Manuel Sanchís Martínez, 26 березня 1938 — 28 жовтня 2017) — іспанський футболіст, що грав на позиції захисника у клубі «Реал Мадрид», а також у національній збірній Іспанії.

## Клубна кар'єра
Санчіс грав за такі іспанські клуби, як «Кондал», «Реал Вальядолід», « Реал Мадрид» та « Кордова».
У складі мадридського «Реалу» він став чотириразовим чемпіоном Іспанії (за п'ять років) та володарем Кубка європейських чемпіонів у 1966 році.

## Виступи за збірну
Санчіс зіграв 11 матчів за збірну Іспанії, в тому числі — на чемпіонаті світу 1966 року. На груповому етапі він забив свій єдиний гол за національну збірну в ворота Швейцарії.

## Кар'єра тренера
Розпочав тренерську кар'єру, повернувшись до футболу після невеликої перерви, 1977 року, очоливши тренерський штаб клубу «Тенерифе» із Сегунди.
Протягом частини 1980 року тренував збірну Екваторіальної Гвінеї.
У подальшому працював із низкою команд третього іспанського дивізіону, останньою з яких була «Альсіра», головним тренером якої Мануель Санчіс Мартінес був на початку 1990-х.

## Титули і досягнення
- Чемпіон Іспанії (4):

«Реал Мадрид»: 1964-65, 1966-67, 1967-68, 1968-69
- Володар Кубка Іспанії з футболу (1):

«Реал Мадрид»: 1969–70
- Переможець Кубок європейських чемпіонів (1):

«Реал Мадрид»: 1965–66

## Родина
Санчіс виховав сина Мануеля Санчіса Онтіюело, який також став футболістом.

## Смерть
Мануель Санчіс Мартінес помер 28 жовтня 2017 року в Мадриді у віці 79 років від легеневої емболії.